# Distenia metallica
Distenia metallica là một loài bọ cánh cứng trong họ Cerambycidae.